# Fabio Botto
Fabio Botto é um jornalista diplomado, com pós-graduação em Jornalismo Empresarial na Fundação Cásper Líbero de São Paulo. É especializado nas questões que envolvem a União Europeia e a Itália, nos segmentos de política, economia e cultura. Especializou-se também, nas questões do Vaticano e da Santa Sé e defensor dos dogmas católicos, em especial, a Missa Tridentina. Foi aluno do "Educandário das Irmãs Missionárias Servas do Espírito Santo", cuja origem se deu na Alemanha, através do missionário Arnaldo Janssen.
Criador e idealizador do programa radiofônico "Bella Italia", desde o ano de 1995, na Rádio Trianon de SP, sendo o único programa jornalístico neste segmento da Itália e da União Europeia.[carece de fontes?] Já passaram pelo programa personalidades expressivas da comunidade italiana, como o então governador de São Paulo, José Serra, a cantora Laura Pausini, o cantor Peppino Di Capri, Amedeo Minghi, o escritor Plínio Marcos, o jornalista Heródoto Barbeiro, Valentino Rossi, a atriz Beatriz Segall, João Evangelista Kovas, o então prefeito de Turim Sergio Chiamparino, a governadora da Regione Piemonte, Mercedes Bresso, o cantor Eros Ramazzotti, o empresário Raymundo Magliano, o professor Orlando Fedeli, o ator Raul Cortez, Antonio Calloni, Reynaldo Gianecchini, Marcos Caruso, Jandira Martini, a jornalista Maria Lydia Flandoli o político Andrea Matarazzo, o padre tradicionalista Jonas dos Santos Lisboa, a atriz Nathália Timberg, o deputado Ricardo Trípoli, o cineasta Ugo Giorgetti, a atriz Tereza Rachel, entre outros. Fundador e criador dos portais "Catolicismo Romano" (portal jornalístico ultraconservador da doutrina católica) e da "Rádio Italiana" (portal especializado nas notícias de política, economia e cultura da Itália, além de informações de entretenimento, história, entre outros). Trabalhou nas Rádios ABC, Mundial FM, Tupi AM, Jovem Pan e Trianon AM.
Fez diversas publicações em vários jornais e revistas na área cultural, política e religiosa, sobretudo na temática do catolicismo tradicionalista e suas doutrinas; defendendo especialmente a divulgação do rito extraordinário dentro do próprio catolicismo, ou seja a "Missa Tridentina". Participou de vários congressos e seminários na Itália, Suiça, Argentina, Inglaterra e França. Atualmente devido a trabalhos acadêmicos e jornalísticos para o jornal "L'Osservatore Romano", "Rádio Italiana" e o portal "Catolicismo Romano" tem residência fixa na Itália e no Brasil.